# William Beckner
William Beckner (Kirksville, 15 de setembro de 1941) é um matemático estadunidense.
Beckner estudou física na Universidade do Missouri com o grau de bacharel em 1963 e em 1975 obteve um doutorado em matemática na Universidade de Princeton, orientado por Elias Stein, com a tese Inequalities in Fourier Analysis. No pós-doutorado trabalhou com Alberto Calderón na Universidade de Chicago. É Montgomery Professor de matemática da Universidade do Texas em Austin, onde foi diretor do Departamento de Matemática de 2007 a 2011.
Recebeu o Prêmio Salem de 1975. Foi palestrante convidado do Congresso Internacional de Matemáticos em Helsinque (1978: Basic problems in Fourier analysis). É fellow da American Mathematical Society.
De 2000 a 2005 foi editor do periódico Transactions of the American Mathematical Society.

## Obras
- Inequalities in Fourier analysis, Ann. Math. 102 (1975), 159-182.
- Sobolev inequalities, the Poisson semigroup and analysis on the sphere, Proc. Nat. Acad. Sci. 89 (1992), 4816-4819.
- Sharp Sobolev inequalities on the sphere and the Moser-Trudinger inequality, Ann. Math. 138 (1993), 213-242.
- Geometric inequalities in Fourier analysis, Essays on Fourier Analysis in Honor of Elias M. Stein, Princeton University Press, 1995, 36-68.
- Pitt's inequality and the uncertainty principle, Proc. Amer. Math. Soc. 123 (1995), 1897-1905.
- Logarithmic Sobolev inequalities and the existence of singular integrals, Forum Math. 9 (1997), 303-323.
- Sharp inequalities and geometric manifolds, J. Fourier Anal. Appl. 3 (1997), 825-836.
- Geometric proof of Nash's inequality, Int. Math. Res. Notices (1998), 67-72.